# Ján Cuper
Ján Cuper (25. listopadu 1946 Dubová – 5. února 2025, Bratislava) byl slovenský právník, vysokoškolský pedagog a bývalý politik za HZDS, po sametové revoluci československý poslanec Sněmovny národů Federálního shromáždění, od 90. let poslanec Národní rady SR.

## Biografie
Narodil se v Dubové. Později žil v Bratislavě. Kvůli špatnému kádrovému profilu musel jít studovat učiliště, ale po 1. ročníku byl díky dobrým studijním výsledkům přijat na Střední technickou lesnickou školu. Doporučení ke studiu práv na vysoké škole ovšem tehdy nedostal. Později se na práva dostal. Po absolvování školy byl asistentem a pak učil na katedře Teorie státu a práva Právnické fakulty Univerzity Komenského v Bratislavě sociologii a sociální psychologii.
Jako právník se po sametové revoluci začal politicky a veřejně angažovat. V roce 1990 ho oslovila Matica slovenská, aby ji poskytl odbornou spolupráci při tvorbě jazykového zákona. Byl členem komise pro lidská práva a humanitární otázky, kterou vedl tehdejší vicepremiér Ján Čarnogurský. Později organizoval mítinky za samostatnost a svrchovanost Slovenska. Před volbami roku 1992 mu pozici na kandidátce nabídlo HZDS, třebaže zájem o jeho kandidaturu měla i Slovenská národní strana, které pomáhal s tvorbou jejích stanov.
Ve volbách roku 1992 byl za HZDS zvolen do slovenské části Sněmovny národů. Ve Federálním shromáždění setrval do zániku Československa v prosinci 1992. Uvádí se bytem Bratislava.
V parlamentních volbách na Slovensku roku 1994 byl zvolen poslancem Národní rady Slovenské republiky za HZDS. Mandát obhájil v parlamentních volbách roku 1998. V parlamentních volbách roku 2002 nebyl zvolen, ale roku 2004 nastoupil jako náhradník poté, co ze slovenského parlamentu odešel Sergej Kozlík. Byl členem ústavněprávního výboru a výboru pro evropské záležitosti. Byl mu udělen Řád Andreje Hlinky.
V roce 2005 zavinil v Modre dopravní nehodu pod vlivem alkoholu. Kvůli poslanecké imunitě se vyhnul potrestání a řidičský průkaz dostal druhý den zpět. V roce 2010 použila jeho případ strana Sloboda a Solidarita v referendu o imunitě poslanců. Cuper žádal stranu o stažení spotů s jeho osobou a hodlal celou záležitost předat právníkům. V parlamentních volbách na Slovensku roku 2006 se neobjevil na kandidátce HZDS. V březnu 2006 HZDS oznámilo, že Ján Cuper opouští stranu. Předseda Vladimír Mečiár to komentoval následovně: „Za dobré, čo vykonal v ĽS-HZDS, mu ďakujem“ „Veľkosť osobnosti sa meria aj schopnosťou rozoznať vlastné chyby. Nie je dobré, ak ješitnosť ovládne konanie“. Cuper důvodu rozkolu se svou stranou viděl v situaci v bratislavské krajské organizaci HZDS v Bratislavě, jejímž předsedou se opětovně stal, ale vedení HZDS ho vynechávalo z důležitých porad. Zkoušel se potom dostat neúspěšně na kandidátní listinu Slovenské národní strany.
V roce 2012 se uvádí jako vysokoškolský učitel práv. Působil na Univerzitě Komenského v Bratislavě, Univerzitě Mateje Bela v Banské Bystrici a na Vysoké škole v Sládkovičově. Byl známým a osobním advokátem Ivana Lexy.